# Synagoge (Öhringen)

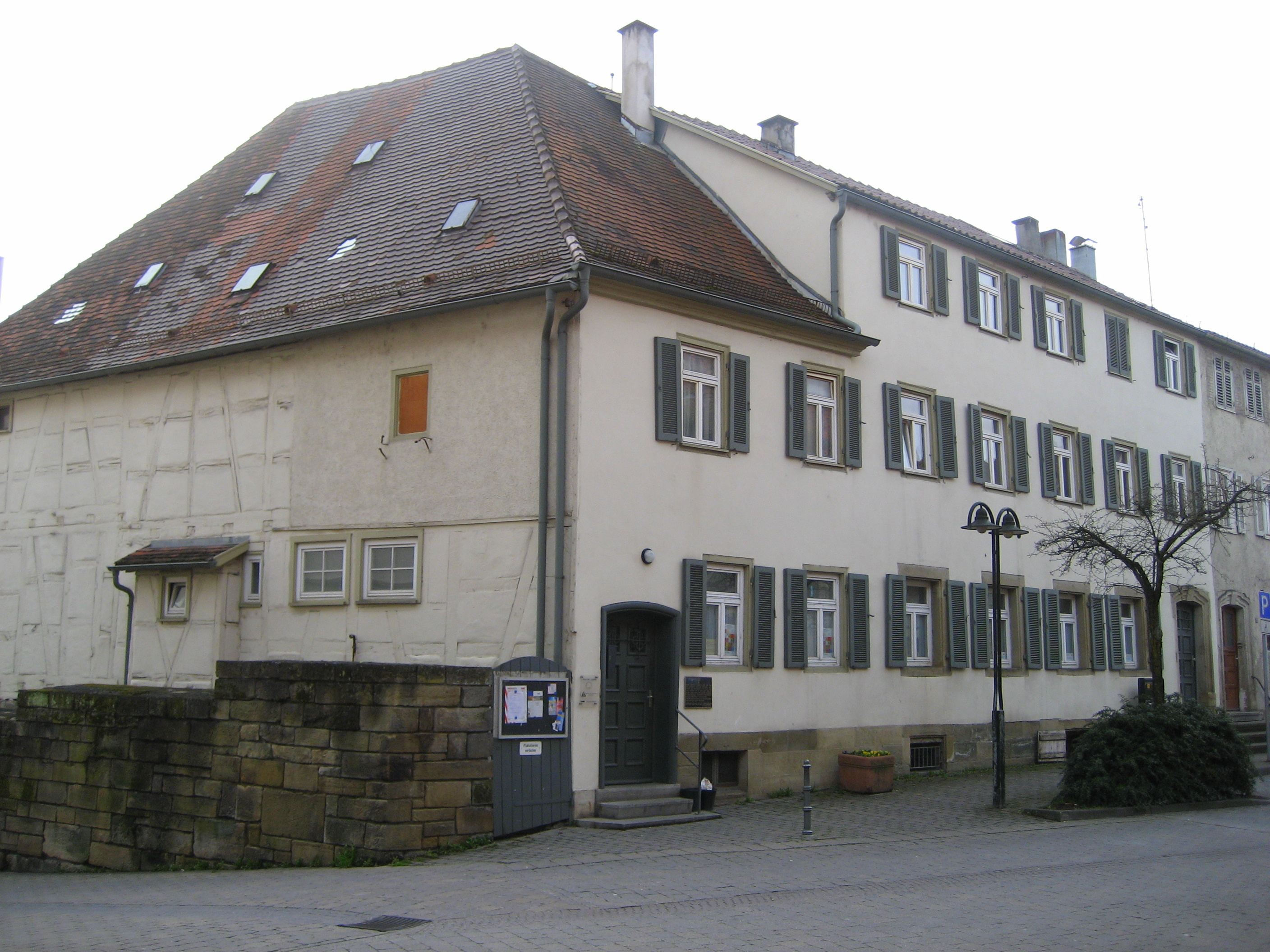
Ehemalige Synagoge in Öhringen

Die Synagoge in Öhringen, einer Stadt im Nordosten des Landes Baden-Württemberg, wurde 1888 in einem ehemaligen Gasthof eingerichtet. Das Gebäude befindet sich an der Adresse Untere Torstraße 23.

## Geschichte
Die Jüdische Gemeinde Öhringen besaß im 19. Jahrhundert einen Betsaal in der Karlsvorstadt. Im Dezember 1888 kaufte die jüdische Gemeinde den Gasthof Zur Sonne, denn die verwitwete Besitzerin hatte überraschend ihren Sohn und Erben verloren. Der große Saal des Gasthofes war erst wenige Jahre zuvor restauriert worden. Der Kaufpreis betrug 30.000 Mark. Der Saal des Gasthauses, der zur Synagoge wurde, bot 60 Sitzplätze für Männer und im hinteren Bereich 52 Plätze für Frauen.
Die feierliche Einweihung der Synagoge fand am 29. und 30. März 1889 in Anwesenheit des Kirchenrats Moses von Wassermann und unter zahlreicher Beteiligung der christlichen Bevölkerung statt.
Beim Novemberpogrom 1938 wurde am 10. November die Inneneinrichtung der Synagoge von SA-Männern verwüstet. Das gesamte Inventar einschließlich der Ritualien wurde auf dem Schillerplatz verbrannt. Das Synagogengebäude wurde 1939 von der Stadt Öhringen für 8000 Mark erworben. Im Zweiten Weltkrieg zogen Schülerinnen einer Lehrerinnenbildungsanstalt und nach deren Auflösung die in Stuttgart ausgebombte Frauenarbeitsschule in das Gebäude ein. Danach wurde die Öhringer Jugendherberge in dem Gebäude untergebracht.
Heute dient das Gebäude als Wohnhaus, Jugendhaus und Treffpunkt ausländischer Mitbürger.
Eine Gedenktafel mit folgender Inschrift wurde an dem ehemaligen Synagogengebäude angebracht: „Dieses Gebäude wurde im Jahr 1888 von der jüdischen Gemeinde erworben und diente als Synagoge. Fanatismus und Hass führten am 10. November 1938 zu seiner Verwüstung. Die jüdische Gemeinde wurde zerstreut, viele ihrer Angehörigen wurden deportiert und ermordet. Bürger der Stadt Öhringen wollen daran erinnern und nicht vergessen.“